# Соперничество сборных Англии и Германии по футболу
Соперничество сборных Германии и Англии по футболу отсчитывает официально свою историю с 1930 года, когда был сыгран первый официальный матч между этими сборными. Между тем неофициальные матчи между английскими и немецкими командами проводились ещё в 1899 году, когда в четырёх встречах родоначальники футбола обыграли немцев.
Между командами были сыграны с 1930 года 35 официальных матчей (на сентябрь 2022 года): в 14 матчах победила Англия, в 13 — Германия, ещё 8 матчей завершились вничью. Широко известны общественности два официальных матча между этими сборными — финал чемпионата мира 1966 года и полуфинал чемпионата Европы 1996 года.

## История

### Эпоха зарождения футбола
В ноябре 1899 года Футбольная ассоциация Англии отправила свою команду в Германию и Австрию в турне из четырёх матчей, которые не были официальными. Англичане провели первую игру 23 ноября в Берлине, разгромив немцев 13:2. В повторной встрече там же немцы опять проиграли, но уже с меньшей разницей 10:2. Третья встреча прошла в Праге, а четвёртая в Карлсруэ, и в обеих случаях играла сборная Германии, укомплектованная игроками из Австрии, но оба раза эта немецкая команда опять проиграла 6:0 и 7:0 соответственно.
Первая официальная игра между этими сборными состоялась 10 мая 1930 года в Берлине. Англичане открыли счёт в матче, пропустили гол от немцев и снова вышли вперёд. В ходе матча один из игроков получил травму, что позволило немцам выйти вперёд. Спас команду от поражения Дэвид Джек, забивший под конец встречи третий гол (ничья 3:3). Следующий матч между немцами и англичанами состоялся 4 декабря 1935 в Лондоне на Уайт Харт Лейн и уже носил политическую окраску после прихода в Германии к власти НСДАП: по мнению газеты The Observer, Германия могла использовать матч в качестве пропаганды нацистского режима, что приковало внимание немцев по всей стране — трансляция велась в прямом эфире по радио. В своём письме к сэру Джону Симону барон Уолтер Сайтрин сообщал, что продуманный план немцев по отправке команды и болельщиков в Англию может серьёзно повлиять на психику населения страны. К счастью для англичан, немцы не смогли запугать Британию и проиграли 3:0. Репортёр той же газеты The Observer, однако, сообщил, что игра проходила в честном спортивном духе и что все игроки проявляли благородство на поле, не забывая о своих манерах.
Третий и последний перед Второй мировой войной матч состоялся 14 мая 1938 года в Берлине. Этот матч ознаменовался скандалом: от британских игроков потребовали поприветствовать болельщиков путём вскидывания правых рук в нацистском салюте. Загадкой до сих пор остаётся, как на это отреагировали игроки, однако, по версии The Observer, большинство просто проигнорировали это требование, выставив себя бунтовщиками перед нацистами. В 2003 году канал Би-Би-Си в одной из передач сообщил, что целью этого требования являлась демонстрация мощи Германии, которая уже не являлась «государством-парией». Матч открыл дорогу Невиллу Чемберлену к заключению договорённости с Гитлером и разделу Чехословакии в Мюнхене. Англия выиграла 6:3, хотя, по словам писателя Ульриха Линдера, немецкое руководство и не ставило задачу перед футболистами выиграть у Англии — в те времена считалось просто невозможным, и важным был пропагандистский эффект, а не результат.
Следующая игра состоялась только спустя 16 лет. В 1949 году на карте мира появились ГДР и ФРГ, а вскоре возникли и их сборные. Сборная ГДР сыграла четыре матча с Англией (в 1963, 1970, 1974 и 1984 годах), проиграв три и сведя один вничью, и на этом сотрудничество Англии и ГДР в футболе на уровне сборных и закончилось. 1 декабря 1954 года на старом «Уэмбли» Англия провела первый после перерыва матч против немцев, которые тогда были чемпионами мира. Англия выиграла этот матч со счётом 3:1, обыграв ещё в двух товарищеских встречах немцев в 1956 году в Берлине 3:1 и в 1965 в Нюрнберге 1:0.

### 1960-е годы

Третий гол в ворота сборной Германии до сих пор вызывает много вопросов

23 февраля 1966 года состоялся матч между сборными Англии и Германии в преддверии домашнего для англичан чемпионата мира 1966 года. Единственный гол забил Нобби Стайлз, в той же встрече дебютировал Джеффри Херст. На самом чемпионате мира обе сборные дошли до финала, где и сошлись 30 июля 1966 года на стадионе «Уэмбли». Матч стал одним из самых скандальных в истории чемпионатов мира, положив начало футбольному противостоянию Англии и Германии в самом широком смысле этого слова. Основное время завершилось вничью 2:2 (немец Вольфганг Вебер сравнял счёт в самом конце второго тайма). Джеффри Херст в первом дополнительном тайме на 101-й минуте нанёс удар по воротам, после которого мяч угодил в перекладину и упал прямо на линию ворот, откуда его тут же выбили немецкие защитники. Англичане начали было праздновать гол, однако немцы стали протестовать, заявляя, что мяч не пересекал линию ворот. Главный арбитр швейцарец Готтфрид Динст побежал к боковому советскому арбитру Тофику Бахрамову за помощью, и тот подтвердил, что мяч пересёк линию ворот, что вызвало бурю восторга на английских трибунах. В самом конце дополнительного времени англичане забили и четвёртый гол, и его автором стал всё тот же Херст, который тем самым оформил хет-трик.(Первый хет-трик в истории финалов чемпионатов мира) Незадолго до четвёртого мяча английские фанаты стали выбегать на поле, подумав, что игра уже завершена, о чём заявил непосредственно комментатор телеканала Би-Би-Си Кеннет Вулстенхоулм: «Они думают, что всё закончилось… Всё!» (англ. They think it's all over... it is now!) Это выражение стало крылатой фразой в английской массовой культуре, напоминая англичанам об одной из их главнейших побед в спорте.
В Германии это поражение считают одним из самых обидных, которое немцы потерпели из-за умышленного судейства в пользу англичан. Роберт Беккер из журнала Kicker утверждал, что представлявший СССР Тофик Бахрамов своим решением отомстил сборной Германии за то, что та не пустила в финал советскую команду. Споры по этому голу велись и ведутся до сих пор. Проведённые в последние годы исследования при помощи группы инженеров Оксфордского университета во главе с Ианом Рэйдом и Эндрю Циссерманом и команды программистов Имперского колледжа Лондона во главе с Данканом Джиллисом позволили дать ответ с помощью современных технологий на вопрос «можно ли было засчитывать третий гол англичан». Компьютерное моделирование показало: третий гол англичан нельзя было засчитывать — мяч не пересёк полностью линию ворот, остановившись на расстоянии от 2,5 до 6 см от конца линии. Согласно правилам игры в футбол, гол может быть засчитан, только если мяч пересёк полностью линию ворот, что в случае с третьим голом не выполнялось. В Германии этот эпизод назвали «Уэмбли-голом» (нем. Wembley-Tor), и с тех пор так называют в Германии любой спорный гол, забитый в подобной манере.
Англичане были искренне благодарны Бахрамову, который в спорной ситуации вынес решение в их пользу: в 2004 году перед игрой в Баку против сборной Азербайджана, английские игроки и фанаты посетили могилу Бахрамова, возложив на неё цветы. Перед матчем прошла памятная церемония, в которой участвовали жившие на тот момент чемпионы мира 1966 года вместе с Джеффри Хёрстом. Ещё одним воспоминанием о той встрече, которое сохранилось и по сей день, стала красная форма сборной Англии, в которой родоначальники футбола играли в финале. Победа придала форме репутацию «фартовой» для английской сборной, причём спрос на неё резко вырос. В XXI веке до сих пор в магазинах футбольной атрибутики продаются английские футболки красного цвета образца 1966 года. Также с тех пор англичане во время матчей против Германии поют песню Two World Wars and One World Cup на мелодию песни Camptown Races.
1 июня 1968 года в товарищеском матче Германия наконец-то одержала победу спустя 38 лет после первой встречи. Единственный гол забил Франц Беккенбауэр, однако журналист издания The Observer Хью Макилвэнни сказал, что английская команда выставила резервистов и что победа над командой Англии по причине такого состава особой радости не принесёт немцам.

### 1970-е:Чемпионат мира 1970
В четвертьфинале чемпионата мира 1970 года, проходившего в Мексике, англичане вышли на сборную Германии. Англия долгое время вела 2:0, но Уве Зеелер и Франц Беккенбауэр сравняли счёт. В овертайме гол забил Джеффри Херст, но в этот раз его судья решил не засчитывать по непонятным причинам, и тут же грянула развязка: Герд Мюллер забил решающий мяч и вывел немцев в полуфинал. Причиной поражения тот же Макилвэнни назвал отсутствие в основном составе заболевшего голкипера Гордона Бэнкса и заменённого Бобби Чарльтона, в то время как у немцев кадровых потерь не было. Поражение стало катастрофическим ударом по моральному состоянию всей Великобритании: как сообщила в 2006 году газета The Guardian, руководитель партии лейбористов Гарольд Вильсон был настолько подавлен и расстроен поражением сборной Англии, что проиграл парламентские выборы и покинул пост премьер-министра, а в течение следующих 20 лет Англию преследовали неудачи на футбольной арене.
Через два года сборные снова встретились в рамках чемпионата Европы 1972 года в четвертьфинале. 29 апреля дома англичане проиграли 1:3, а в гостях 13 мая добились лишь нулевой ничьей (Германия в итоге выиграла чемпионат Европы). В 2001 году газета The Observer признала, что у англичан ещё до начала встречи не было никаких шансов на победу и оправданий слабой игре «трёх львов» быть не могло — ни зрители, ни судьи, ни плохое питание не могли оправдать деклассирование англичан со счётом 3:1 на «Уэмбли». Сам Хью Макилвэнни писал, что теперь никто из англичан не уверен в том, что их сборная когда-нибудь вернёт репутацию, сравнив немцев с «расой господ футбола».

### 1990-е:Чемпионат мира 1990иЧемпионат Европы 1996

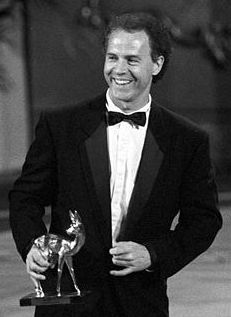
Франц Беккенбауэр в 1990 году был удостоен премии «Бэмби»

В 1970-е и 1980-е Германия и Англия почти не встречались на официальном уровне, играя только товарищеские матчи. На чемпионате мира 1982 года во втором раунде они разыграли нулевую ничью (вскоре Англия из-за ещё одной нулевой ничьи против Испании выбыла из дальнейшей борьбы). К тому моменту в 1974 году немцы взяли второй в истории титул чемпионов мира. В 1990 году в полуфинале итальянского мундиаля немцы и англичане сошлись в борьбе за выход в финал. Незадолго до старта чемпионата мира уже пошёл фактический процесс объединения ГДР и ФРГ, что значительно усилило немецкую сборную как игроками из ГДР, так и сильной поддержкой со стороны восточных немцев. Перед игрой 3 июля в полуфинале атмосфера раскалилась до предела — впервые за почти полвека Англии противостояла сборная объединённой Германии, и впервые с 1966 года обе сборные сошлись в непосредственной схватке за медали.
Команда Франца Беккенбауэра открыла счёт на 60-й минуте после штрафного в исполнении Андреаса Бреме, когда после рикошета от защитника Пола Паркера, мяч опустился в ворота за спиной голкипера Питера Шилтона. На 81-й минуте Гари Линекер с подачи Паркера сравнял счёт. В дополнительное время сначала Крис Уоддл попал в штангу, а затем Дэвид Платт после навеса Уоддла головой поразил ворота немцев, однако арбитр отменил его из-за положения вне игры. Судьбу матча решала серия пенальти, при этом для сборной Англии эта серия стала первой в её многолетней истории. Если сборная Германии не ошиблась ни разу (были точны Бреме, Лотар Маттеус, Карл-Хайнц Ридле и Олаф Тон), то Стюарт Пирс попал прямо во вратаря, а Крис Уоддл последним ударом и вовсе промахнулся. В финале тот же Бреме с пенальти забил победный гол в ворота Аргентины и принёс Германии третий титул чемпионов мира.
Матч надолго осел в памяти английских футбольных фанатов и стал частью массовой культуры Великобритании не только по причине драматической развязки, но и по реакции отдельных игроков по ходу встречи. Пол Гаскойн, получив на 99-й минуте жёлтую карточку и тем самым дисквалификацию на следующую игру, не сдержал слёз и разрыдался на поле: фотографии плачущего Гаскойна обошли мир, став, по версии газеты The Observer, основной иллюстрацией к матчу — несмотря на поражение, эта игра стала фактическим импульсом к стремительному росту популярности национальной сборной, а с учётом того, что Германия этим спортивным успехом закрепила процесс объединения двух республик после разрушения Берлинской стены, ещё и усилила ненависть к немцам и их сборным. По версии Марка Перримена, эта игра стала кульминацией соперничества между двумя сборными: англичане упустили победу в самый последний момент, потерпев неудачу в серии пенальти.
В октябре 1990 года завершилось объединение двух Германий: в распоряжении бундестим оказались талантливые игроки из сборной ГДР, с которыми у англичан не было конфликта, поскольку британцы попросту их не знали. Это сбавило немного градус напряжённости между сборными. В 1991 году состоялся первый матч после официального объединения на старом «Уэмбли», в котором Германия победила 1:0. Следующий официальный матч прошёл уже в рамках чемпионата Европы 1996 года в полуфинале: финальная часть проходила в Англии, что придавало матчу дополнительную принципиальность. Англичане были воодушевлены победами на групповом этапе над Шотландией (2:0) и Нидерландами (4:1), а также над Испанией в четвертьфинале по пенальти — впервые англичане сумели выиграть в серии пенальти. Полуфинал проводился на старом «Уэмбли», и фанаты ожидали, что сборная Англии выйдет в красной форме, однако перед началом чемпионата Европы Футбольная ассоциация Англии не предоставила вовремя информацию о красной форме УЕФА, вследствие чего родоначальникам футбола запретили выходить в красной форме, и тем пришлось надеть футболки серо-мышиного цвета.
Обстановка перед игрой накалилась до предела: английские таблоиды не стеснялись в оскорбительных и нецензурных фразах, выражаясь в адрес немцев с расистскими и нацистскими выкриками, как перед игрой с Испанией. Так, The Daily Mirror умудрилась выпустить статью с заголовком: «Ахтунг! Сдавайся! Для тебя, Фриц, чемпионат Европы 96 окончен!» (англ. Achtung! Surrender! For You Fritz, ze Euro 96 Championship is over). Журналисты нагнетали обстановку, словно это был не футбольный матч, а надвигающаяся Вторая мировая война, что вылилось в массовую драку на Трафальгарской площади. Редактор газеты Пирс Морган потом вынужден был приносить извинения за провокацию со стороны журналистов.
Провокация журналистов оказалась роковой для англичан, как и неправильный выбор формы: хотя Алан Ширер уже на третьей минуте открыл счёт, Штефан Кунц сравнял счёт спустя 13 минут. В течение следующих 77 минут основного времени и та, и другая стороны осаждали ворота друг друга, а немцы даже забили гол с нарушением правил. В дополнительное время удача не улыбнулась никому, а в серии пенальти все пять попыток реализовали обе стороны. После счёта 5:5 игра велась до первой ошибки — защитник «Астон Виллы» Гарет Саутгейт промахнулся с 11-метровой отметки, а Андреас Мёллер воспользовался этим шансом и вывел сборную в финал, где немцы в дополнительное время благодаря «золотому голу» Оливера Бирхоффа со счётом 2:1 победили Чехию и выиграли третий титул чемпионов Европы. Гарет Саутгейт на долгое время стал главным объектом ненависти английских болельщиков, хотя впоследствии продолжил вызываться в сборную.

### 2000-е:отборочный турнир Чемпионата мира 2002

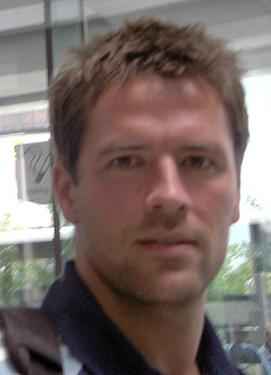
Майкл Оуэн оформил хет-трик в 2001 году в матче в Мюнхене

На чемпионате Европы 2000 года англичане и немцы снова встретились, но уже на групповом этапе в бельгийском Шарлеруа. 17 июня 2000 года английские фанаты снова отличились с самой худшей стороны, затеяв серию драк в центре города (в них, однако, немцы в целом замечены не были). Сообщения в выпусках новостей о беспорядках накалили снова обстановку перед игрой, однако англичане в этот раз всё-таки сумели добиться успеха: во второй половине ударом головой Алан Ширер забил единственный гол в матче, принеся британцам первую с 1966 года победу в официальных матчах против немцев. Для немцев поражение стало шоком, поскольку немцы оказались на грани вылета из чемпионата и досрочного сложения чемпионских полномочий. Британская The Guardian активно муссировала тему шока в Германии, повторяя «Германия рыдает! Всё кончено?» (англ. Germany weeps. Is it all over?), Bild поместила счёт матча на первой же полосе без каких-либо комментариев, а Der Tagesspiegel печально констатировала: «Ширер советует нам собирать вещи». Однако в итоге на групповой стадии вылетели обе сборные: немцы потерпели поражение от Португалии, а англичане проиграли Румынии.
В отборочном турнире к чемпионату мира 2002 года Англия и Германия были отправлены в одну отборочную группу в зоне УЕФА. 7 октября 2000 года состоялся последний матч на старом «Уэмбли», который британцы собирались снести и отстроить заново — последний гол на этом стадионе и единственный во встрече забил Дитмар Хаманн, принеся немцам победу. Британские фанаты, для которых пропущенный гол стал последней каплей, в течение всей игры настойчиво пели песню «Встань, если ты выиграл войну» (англ. Stand up if you won the War), что, однако, не помогло англичанам. После игры в отставку подал Кевин Киган, главный тренер «трёх львов», а британцев вскоре впервые возглавил иностранец Свен-Ёран Эрикссон. 1 сентября 2001 года в Мюнхене английская сборная выместила злость и разгромила немцев со счётом 5:1 благодаря хет-трику Майкла Оуэна. Поражение стало шоком для бундестим, а Курта Фёллера, отца главного тренера сборной Германии Руди Фёллера, хватил сердечный приступ на стадионе, однако врачи спасли его. Карл-Хайнц Румменигге сказал, что такого позорного поражения он никогда не видел, и назвал это «немецким Ватерлоо».
В течение следующих шести лет обе сборные не встречались ни в каких матчах: на чемпионате мира англичане в четвертьфинале, а немцы в финале проиграли будущим чемпионам мира из Бразилии. На чемпионате Европы 2004 года немцы провалились на групповом этапе, а англичане проиграли Португалии в четвертьфинале по пенальти. На чемпионате мира 2006 года англичане в четвертьфинале проиграли Португалии опять по пенальти, а немцы заняли третье место, обыграв ту самую Португалию (Германия принимала чемпионат мира). В 2008 году немцы вышли в финал чемпионата Европы, уступив испанцам, а Англия вообще туда не попала. 22 августа 2007 года, ещё во время отборочного турнира, Англия сыграла на новом стадионе «Уэмбли» против Германии, проиграв 1:2 — вратарь англичан Пол Робинсон пропустил совершенно нелепый гол от Кристиана Пандера, пробившего из-за пределов штрафной площади с приличного расстояния. С тем же счётом спустя чуть больше года 19 ноября 2008 года англичане впервые за 35 лет выиграли в Берлине.

### 2010-е:Чемпионат мира 2010
На чемпионате мира 2010 года в ЮАР англичане и немцы сошлись в 1/8 финала 27 июня на стадионе «Фри-Стейт» в Блумфонтейне — до этого немцы уверенно выиграли свою группу D, а англичане финишировали вторыми в группе C. Британцы были наголову разбиты 1:4, потерпев крупнейшее в своей истории поражение в рамках чемпионатов мира. Матч ознаменовался не только крупным счётом, но и судейским скандалом — при счёте 2:1 в пользу немцев (англичане уступали 0:2, но сумели сократить отставание) полузащитник Фрэнк Лэмпард дальним ударом поразил ворота Мануэля Нойера, мяч от перекладины опустился за линию ворот, что прекрасно было видно при видеоповторе. Ситуация до боли напомнила финал чемпионата мира 1966 года, однако уругвайский арбитр Хорхе Ларрионда не засчитал гол, что вызвало массовое возмущение английских фанатов. Подавленная этим решением арбитра, Англия была разбита наголову. После игры Томас Мюллер, оформивший дубль, даже не подумал приносить извинения английским фанатам, сказав, что это была месть за нечестный гол в финале 1966 года.
В дальнейшем Англия и Германия пересекались только в товарищеских матчах. Игра 19 ноября 2013 года в Лондоне на «Уэмбли» завершилась победой «бундестим» со счётом 1:0, которую принесли защитник лондонского «Арсенала» Пер Мертезакер, забивший гол головой, и вратарь дортмундской «Боруссии» Роман Вайденфеллер, дебютировавший в сборной и сохранивший свои ворота в неприкосновенности. После этой победы Bild в шутку заявил, что «Уэмбли» можно считать «немецким» стадионом, поскольку с 1975 года ни на старом, ни на новом стадионе Англия не обыгрывала Германию. 23 марта 2017 года свою прощальную игру в сборной Германии провёл Лукас Подольски именно против Англии: в 130 играх за сборную он забил 49-й гол, ставший единственным в том матче.

### 2020—н.в.:Чемпионат Европы 2020
На Чемпионате Европы 2020 англичане и немцы встретились в 1/8 финала «29 июня снова  на Уэмбли». Хозяева были сильней - 2:0. Этот матч стал последним для тренера сборной Германии Йоахима Лёва этой должности после 15-и лет работы. Сборная Англии смогла снова победить немцев на «Уэмбли» спустя 46 лет.

## Статистика

### Достижения на чемпионатах мира и Европы
| Турнир    | Англия                       | Германия               | Примечания                                                                                 |
| --------- | ---------------------------- | ---------------------- | ------------------------------------------------------------------------------------------ |
| ЧМ-1930   | Не участвовала               | Не участвовала         |                                                                                            |
| ЧМ-1934   | Не участвовала               | 3                      |                                                                                            |
| ЧМ-1938   | Не участвовала               | 9-16                   | В составе сборной Германии были игроки сборной Австрии                                     |
| ЧМ-1950   | 5-13                         | Не участвовала         | Германия не допущена к квалификации по причине послевоенного запрета                       |
| ЧМ-1954   | 5-8                          | 1                      | Первый турнир с участием ФРГ                                                               |
| ЧМ-1958   | 9-16                         | 4                      |                                                                                            |
| Евро-1960 | Не участвовала               | Не участвовала         |                                                                                            |
| ЧМ-1962   | 5-8                          | 5-8                    |                                                                                            |
| Евро-1964 | Не прошла квалификацию       | Не участвовала         |                                                                                            |
| ЧМ-1966   | 1                            | 2                      | Англия выиграла в финале у Германии 4:2 в овертайме                                        |
| Евро-1968 | 3                            | Не прошла квалификацию |                                                                                            |
| ЧМ-1970   | 5-8                          | 3                      | Германия выиграла у Англии 3:2 в четвертьфинале в овертайме                                |
| Евро-1972 | Не прошла квалификацию (5-8) | 1                      | В четвертьфинале Германия выиграла у Англии 3:1 по сумме двух матчей (3:1, 0:0)            |
| ЧМ-1974   | Не прошла квалификацию       | 1                      | На турнире играла сборная ГДР                                                              |
| Евро-1976 | Не прошла квалификацию       | 2                      |                                                                                            |
| ЧМ-1978   | Не прошла квалификацию       | 5-8                    |                                                                                            |
| Евро-1980 | 5-8                          | 1                      |                                                                                            |
| ЧМ-1982   | 5-12                         | 2                      | Германия и Англия сыграли нулевую ничью на втором групповом этапе                          |
| Евро-1984 | Не прошла квалификацию       | 5-8                    |                                                                                            |
| ЧМ-1986   | 5-8                          | 2                      |                                                                                            |
| Евро-1988 | 5-8                          | 3-4                    |                                                                                            |
| ЧМ-1990   | 4                            | 1                      | Германия выиграла у Англии в полуфинале в серии пенальти                                   |
| Евро-1992 | 5-8                          | 2                      | Впервые после Второй мировой выступает сборная объединённой Германии                       |
| ЧМ-1994   | Не прошла квалификацию       | 5-8                    |                                                                                            |
| Евро-1996 | 3-4                          | 1                      | Германия выиграла у Англии в полуфинале в серии пенальти                                   |
| ЧМ-1998   | 9-16                         | 5-8                    |                                                                                            |
| Евро-2000 | 9-16                         | 9-16                   | Англия выиграла у Германии 1:0 на групповом этапе                                          |
| ЧМ-2002   | 5-8                          | 2                      | Играли в одной отборочной группе от УЕФА: дома Англия проиграла 0:1, в гостях выиграла 5:1 |
| Евро-2004 | 5-8                          | v                      |                                                                                            |
| ЧМ-2006   | 5-8                          | 3                      |                                                                                            |
| Евро-2008 | Не прошла квалификацию       | 2                      |                                                                                            |
| ЧМ-2010   | 9-16                         | 3                      | Германия выиграла у Англии 4:1 в 1/8 финала                                                |
| Евро-2012 | 5-8                          | 3-4                    |                                                                                            |
| ЧМ-2014   | 17-32                        | 1                      |                                                                                            |
| Евро-2016 | 9–16                         | 3–4                    |                                                                                            |
| ЧМ-2018   | 4                            | 17–32                  | Впервые с 1938 года Германия выбывает на первом же этапе чемпионата мира                   |
| Евро-2020 |                              | 9-16                   | Англия выиграла у Германии 2:0 в 1/8 финала                                                |

### Личные встречи
Таблица
     Матчи чемпионата мира (финальная часть)
     Матчи чемпионата мира (отборочный турнир)
     Матчи чемпионата Европы (финальная часть)
     Матчи чемпионата Европы (отборочный турнир)
| Дата       | Стадион                           | Счёт           | Матч                             | Место                     | Итог     |
| ---------- | --------------------------------- | -------------- | -------------------------------- | ------------------------- | -------- |
| 10-05-1930 | Дойчештадион, Берлин              | 3-3            | Товарищеский матч                | Германия                  | Ничья    |
| 04-12-1935 | Уайт Харт Лейн, Лондон            | 3-0            | Товарищеский матч                | Англия                    | Англия   |
| 14-05-1938 | Олимпийский стадион, Берлин       | 6-3            | Товарищеский матч                | Нацистская Германия       | Англия   |
| 01-12-1954 | Уэмбли, Лондон                    | 3-1            | Товарищеский матч                | Англия                    | Англия   |
| 26-05-1956 | Олимпийский стадион, Берлин       | 3-1            | Товарищеский матч                | Германия                  | Англия   |
| 12-05-1965 | Муниципальный стадион, Нюрнберг   | 1-0            | Товарищеский матч                | Германия                  | Англия   |
| 23-02-1966 | Уэмбли, Лондон                    | 1-0            | Товарищеский матч                | Англия                    | Англия   |
| 30-07-1966 | Уэмбли, Лондон                    | 4-2 доп. вр.   | Чемпионат мира по футболу 1966   | Англия                    | Англия   |
| 01-06-1968 | Стадион Нижней Саксонии, Ганновер | 0-1            | Товарищеский матч                | Германия                  | Германия |
| 14-06-1970 | Ноу Камп, Леон-де-лос-Альдама     | 2-3 доп. вр.   | Чемпионат мира по футболу 1970   | Мексика                   | Германия |
| 29-04-1972 | Уэмбли, Лондон                    | 1-3            | Отбор на чемпионат Европы 1972   | Англия                    | Германия |
| 13-05-1972 | Олимпийский стадион, Берлин       | 0-0            | Отбор на чемпионат Европы 1972   | Германия                  | Ничья    |
| 12-03-1975 | Уэмбли, Лондон                    | 2-0            | Товарищеский матч                | Англия                    | Англия   |
| 22-02-1978 | Олимпийский стадион, Мюнхен       | 1-2            | Товарищеский матч                | Германия                  | Германия |
| 29-06-1982 | Сантьяго Бернабеу, Мадрид         | 0-0            | Чемпионат мира по футболу 1982   | Испания                   | Ничья    |
| 13-10-1982 | Уэмбли, Лондон                    | 1-2            | Товарищеский матч                | Англия                    | Германия |
| 12-06-1985 | Ацтека, Мехико                    | 3-0            | Турнир Ацтека 2000               | Мексика                   | Англия   |
| 09-09-1987 | Рейнштадион, Дюссельдорф          | 1-3            | Товарищеский матч                | Германия                  | Германия |
| 04-07-1990 | Делле Альпи, Турин                | 1-1 (пен. 3-4) | Чемпионат мира по футболу 1990   | Италия                    | Германия |
| 11-09-1991 | Уэмбли, Лондон                    | 0-1            | Товарищеский матч                | Англия                    | Германия |
| 19-06-1993 | Понтиак Сильвердом, Детройт       | 1-2            | Кубок США                        | Соединённые Штаты Америки | Германия |
| 26-06-1996 | Уэмбли, Лондон                    | 1-1 (пен. 5-6) | Чемпионат Европы по футболу 1996 | Англия                    | Германия |
| 17-06-2000 | Стад дю Пэи де Шарлеруа, Шарлеруа | 0-1            | Чемпионат Европы по футболу 2000 | Бельгия                   | Англия   |
| 07-10-2000 | Уэмбли, Лондон                    | 0-1            | Отбор на чемпионат мира 2002     | Англия                    | Германия |
| 01-09-2001 | Олимпийский стадион, Мюнхен       | 1-5            | Отбор на чемпионат мира 2002     | Германия                  | Англия   |
| 22-08-2007 | Уэмбли, Лондон                    | 1-2            | Товарищеский матч                | Англия                    | Германия |
| 19-11-2007 | Уэмбли, Лондон                    | 0-1            | Товарищеский матч                | Англия                    | Германия |
| 19-11-2008 | Олимпийский стадион, Берлин       | 1-2            | Товарищеский матч                | Германия                  | Англия   |
| 27-06-2010 | Фри-Стейт, Блумфонтейн            | 1-4            | Чемпионат мира по футболу 2010   | Флаг ЮАР                  | Германия |
| 19-11-2013 | Уэмбли, Лондон                    | 0-1            | Товарищеский матч                | Англия                    | Германия |
| 26-03-2016 | Олимпийский стадион, Берлин       | 2–3            | Товарищеский матч                | Германия                  | Англия   |
| 22-03-2017 | Вестфаленштадион, Дортмунд        | 1–0            | Товарищеский матч                | Германия                  | Германия |
| 10-11-2017 | Уэмбли, Лондон                    | 0–0            | Товарищеский матч                | Англия                    | Ничья    |
| 29-06-2021 | Уэмбли, Лондон                    | 2–0            | Чемпионат Европы по футболу 2020 | Англия                    | Англия   |

### Статистика встреч против ГДР
| Дата       | Стадион                  | Стадион  | Счёт | Итог   |
| ---------- | ------------------------ | -------- | ---- | ------ |
| 1963-07-02 | Центральштадион, Лейпциг | Флаг ГДР | 2-1  | Англия |
| 1970-11-25 | Уэмбли, Лондон           | Англия   | 3-1  | Англия |
| 1974-05-29 | Центральштадион, Лейпциг | Флаг ГДР | 1-1  | Ничья  |
| 1984-09-12 | Уэмбли, Лондон           | Англия   | 1-0  | Англия |

## Противостояние в женском футболе
Женская сборная Германии, в отличие от Англии у себя на родине пользуется огромной популярностью, поскольку является бессменным флагманом европейского и мирового футбола. Матчи женской сборной транслируются на национальном телевидении Германии, за ними наблюдают ежегодно миллионы зрителей. Так, за поединком четвертьфинала чемпионата мира 2011 между Германией и Японией наблюдали более 17 миллионов человек, в то время как в расписании телепрограмм каналов Великобритании матчи английской женской сборной вообще почти отсутствовали. На немецком телевидении матчи англичанок увидели около 4 миллионов человек, а на BBC их смотрели не более миллиона человек, что говорит об отсутствии интереса к женскому футболу в Англии и удивительно высокому интересу к английской женской сборной в самой Германии. Причиной отсутствия интереса со стороны британцев является не столько дискриминация женщин в футболе Великобритании, сколько менее высокий уровень игры женской сборной Англии.
К 2012 году в 19 матчах немки в личных встречах одержали 17 побед, сыграв только дважды вничью. Англия, в свою очередь, только в 1984 году на неофициальном чемпионате Европы и в 2009 году на официальном первенстве выходила в финал. Германия выигрывала чемпионаты мира 2003 и 2007 годов, а также восемь раз побеждала на чемпионатах Европы, установив уникальное достижение — Германия является единственной страной, выигрывавшей чемпионаты мира и Европы по футболу как среди мужчин, так и среди женщин. С учётом женской сборной на счету Германии 16 побед в чемпионатах мира и Европы против одного чемпионства мира Англии, однако женская сборная Великобритании участвовала в Олимпиаде 2012 года, куда не попала Германия.

## Дерби в СМИ

### Англия
С момента Второй мировой войны Британия считала себя принципиальнейшим противником Германии почти во всех сферах — автомобильной индустрии, военно-морском флоте, экономическом росте и, разумеется, спорте — особенно в футболе. Английские фанаты считают дерби против Германии куда более важным, чем против Шотландии или Аргентины — британские журналисты перед матчами переходят от более-менее нейтральной риторики к агрессивной пропаганде времён Второй мировой войны с агрессивными призывами не проявлять пощады и благородства к противнику даже в духе фейр-плэй, называя немцев если не нацистами, то «краутами», «фрицами» или «гуннами».
Первой известной провокацией от британских СМИ стала агрессивная статья The Mirror «Ахтунг! Сдавайся!» (англ. Achtung! Surrender!). Не менее ликующе и высокомерно по отношению к немцам вели себя СМИ и после победы 5:1 в 2001 году — Sunday Mirror выпустила статью с лаконичным названием «БЛИЦКРИГНУТЫ» (англ. BLITZED), а News of the World упомянули видоизменённую цитату из телесериала «Башни Фолти» на первой полосе «Не упоминайте счёт!» (англ. Don't mention the score!). В январе 2010 года британский таблоид The Daily Star сравнил новую форму бундестим с мундирами эсэсовцев и назвал её «нацистскими чёрными рубашками» по причине сомнительной цветовой схемы.
Победа в финале чемпионата мира по футболу 1966 года часто называется британцами величайшим спортивным событием, хотя на высокие позиции часто ставится и победа 5:1 над Германией в 2001 году. На клубном уровне величайшей победой является выигрыш «Манчестер Юнайтед» в финале Лиги чемпионов УЕФА 1999 года у «Баварии» со счётом 2:1, когда английская команда вырвала победу на последних минутах (впрочем, огромное число немцев также считают это приятным событием, поскольку они презирали «Баварию» за её постоянную гегемонию в Бундеслиге и всём немецком футболе).
В массовой культуре часто обыгрываются различные события германо-английского противостояния в футболе: так, в телесериале «Что-нибудь случилось с приятными парнями?» герой Джеймса Болама Терри Кольер заявляет, что 14 июня 1970, день поражения Англии в полуфинале со счётом 2:3 от немцев в Мексике, должен впечататься в память каждого истинного англичанина.

### Германия
Соперничество этих сборных стало феноменом мирового футбола и обсуждалось журналистами обеих стран. В июне 2009 года Стивен Фрай в телешоу QI на канале BBC утверждал, что немецкие футбольные фанаты абсолютно ничего не знают о случившемся в финале ЧМ-1966. В свою очередь, немецкие фанаты также не считают соперничество с Англией принципиальным, выводя на первое место дерби с Нидерландами. После поражения со счётом 5:1 от Англии в 2001 году немцы не только не впали в уныние, но и обрадовались тому, что их нелюбимый соперник из Нидерландов в тот же день проиграл без шансов Ирландии и выбыл из борьбы за место на чемпионат мира. Это стало поводом для массовых песен немецких фанатов с содержанием «Мы едем на чемпионат мира без голландцев!»
В 2010 году во время матча Англия-Германия на чемпионате мира журналистка Марина Хайд назвала в The Guardian противостояние между сборными играющих стран иллюзией, которую наблюдают только те, кто хотят видеть хоть где-нибудь искру противостояния, добавив, что проигрыши команд Англии командам Германии на крупных турнирах не является чем-то из ряда вон выходящим. Профессор Петер Бек также описывал двойственные чувства немцев, утверждая, что для немцев это в первую очередь только спортивное соревнование.